# يوفنتوس موسم 2014–15
كان موسم 2014–15 هو الموسم الـ117 لنادي يوفنتوس لكرة القدم في الوجود والموسم الثامن على التوالي في الدوري الإيطالي. تنافس النادي على الثلاثية، بعد فوزه بلقب الدوري الإيطالي للمرة الرابعة على التوالي، حيث أنهى الموسم متقدماً بفارق 17 نقطة عن روما صاحب المركز الثاني، كما تغلب على لاتسيو في نهائي كأس إيطاليا. ومع ذلك، فقد خسروا أمام برشلونة في نهائي دوري أبطال أوروبا، مما منح النادي الإسباني الثلاثية القارية الثانية.